# Всесоюзні з'їзди геологів
Всесою́зні з'ї́зди геоло́гів — з'їзди геологів, що проводилися в СРСР.

## Історія з'їздів
Перший з'їзд відбувся 1—13 червня 1922 року в Петрограді (нині Санкт-Петербург), коли ще Союз Радянських Соціалістичних Республік не було створено.
1926 року в Києві від 30 вересня до 6 жовтня проходив II Всесоюзний з'їзд геологів. Для учасників з'їзду було організовано геологічну екскурсію по Дніпру до Канева для вивчення Каневських гляціодислокацій. 13 жовтня група учасників з'їзду (усього 20 чоловік, серед них Василь Яворський, Петро Чирвинський, Олександр Костюкевич-Тізенгаузен, Роман Виржиковський, Макс Фремд, Петро Смислов, Олександр Зеленко, Павло Василенко, Роман Палій, Євгенія Тихвінська та ще двоє геологів із Казанського університету, асистенти й аспіранти Українського науково-дослідного геологічного інституту, очолюваного академіком Павлом Тутковським) прибула в Кам'янець-Подільський. Тут екскурсанти оглянули силурійські відклади, водоспад, історичні пам'ятки, кабінети та лабораторії місцевого інституту народної освіти (нині Кам'янець-Подільський національний університет імені Івана Огієнка). Уранці 14 жовтня екскурсія оглянула частину Товтр біля Маківського Привороття (нині Привороття Друге Кам'янець-Подільського району Хмельницької області). Учені зібрали багато зразків скельних порід і рідкісних палеонтологічних знахідок для своїх кабінетів.
III Всесоюзний з'їзд геологів відбувся 20—26 вересня 1928 року в Ташкенті. Головою з'їзду було обрано академіка Володимира Обручева. Для учасників з'їзду проводилися екскурсії околицями для вивчення лесу.